# Lodewijk XV-stijl

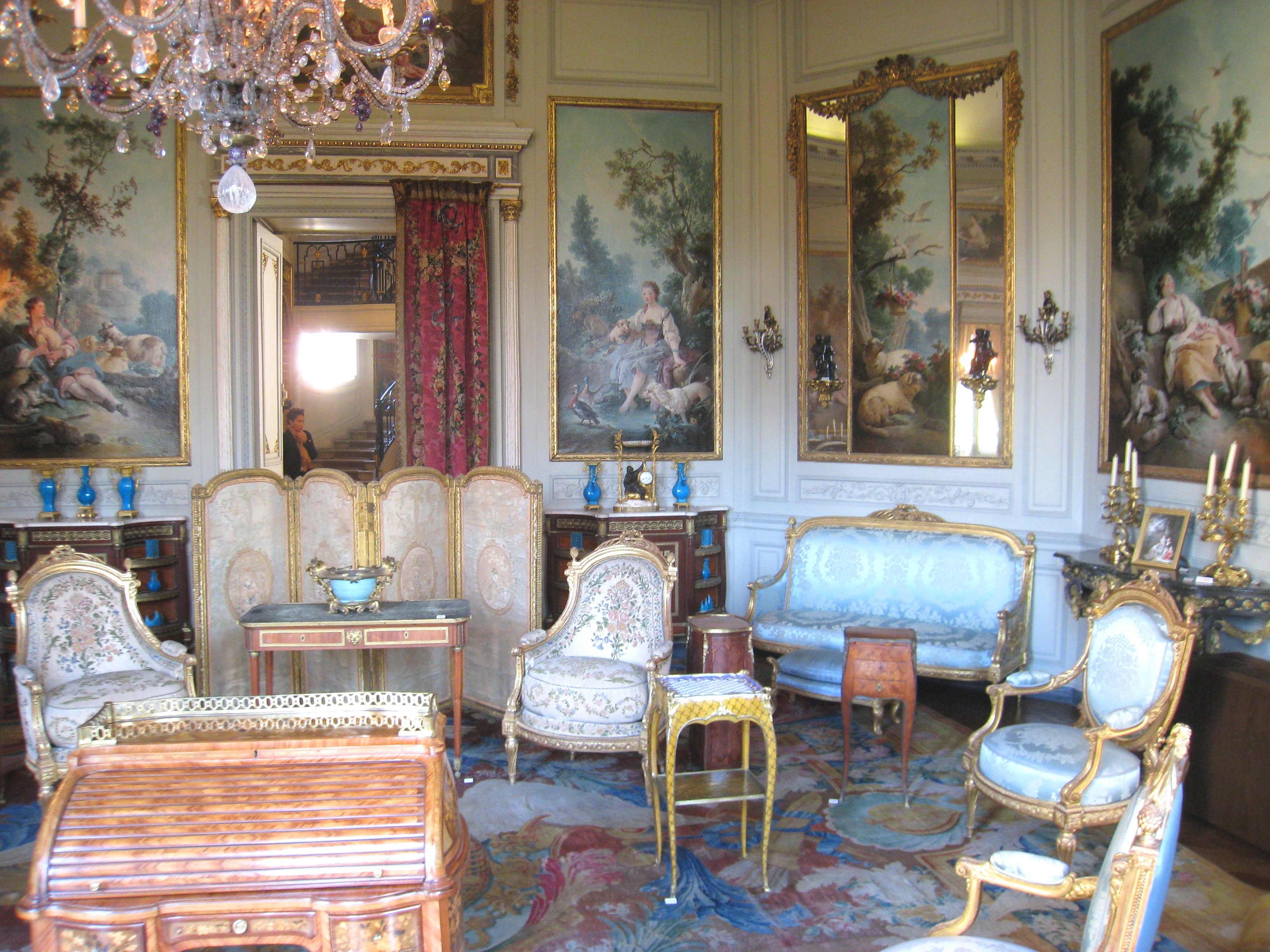
Kamerinrichting in Lodewijk XV-stijl

De Lodewijk XV-stijl (Louis Quinze-stijl, Louis XV-stijl) is een late barokstijl in de toegepaste kunsten, die sterk verwant is met het rococo in de beeldende kunst en de architectuur. De stijl, die onderdeel vormt van de Lodewijkstijlen, is vernoemd naar de Franse koning Lodewijk XV, die regeerde van 1715 tot 1774. De term wordt vooral gebruikt voor de beschrijving van interieurs, met name voor meubels. Buiten Frankrijk worden soms ook gebouwen, gevels of geveldetails beschreven als Lodewijk XV-stijl. De stijl werd in de Noordelijke en Zuidelijke Nederlanden toegepast rond het midden van de 18e eeuw, meer precies: de periode ±1740-±1770. De Lodewijk XV-stijl is speels, licht en asymmetrisch en wordt gekenmerkt door uitbundige en krullerige versieringen (rocailles).

## Ontstaan en ontwikkeling
De Lodewijk XV-stijl ontwikkelde zich vooral in het tweede kwart van de 18e eeuw (1723-1750). Deze stijl kondigt zich reeds aan in de Régence-stijl (een overgangsstijl tussen Lodewijk XIV en Lodewijk XV, van ca. 1700 tot ca. 1730). De Régence-stijl laat de klassieke inspiratie die sinds de Renaissance heerste geleidelijk aan los en laat zich door de barok verleiden.
De Lodewijk XV-stijl werd als zeer gedurfd beschouwd en was een pure creatie van meubelmakers en meer in het bijzonder het resultaat van een grote technische vooruitgang in de fabricage van stoelen die het mogelijk maakte om zware dwarsverbindingen achterwege te laten, de karkassen lichter te maken en gebogen benen te durven gebruiken.
In dit opzicht zijn de gotische stijl, de Lodewijk XV-stijl en de art nouveau vergelijkbaar: drie trends die worden gekenmerkt door hun gebogen lijnen en door technische vooruitgang die een volledige beheersing van een materiaal mogelijk maken: steen voor de eerste, hout voor de tweede, metaal voor de derde. De uitvinders van de Lodewijk XV-stijl zijn echte ontwerpers in de moderne zin van het woord, die een revolutie teweegbrachten in het denken over meubels en interieurdecoratie. 
In Frankrijk spreekt men nadien over de Pompadour-stijl of de 'Style Transition', een overgangsstijl tussen 1750 en 1774. Deze stijl werd geïnspireerd door die van Lodewijk XV, maar week af van de grillen van de rococo en preludeert al naar de klassieke heropleving van de Lodewijk XVI-periode. Zo maakte de golving van de Louis XV-stijl geleidelijk plaats voor de starre majesteit van de Lodewijk XVI-stijl.

## Architectuur

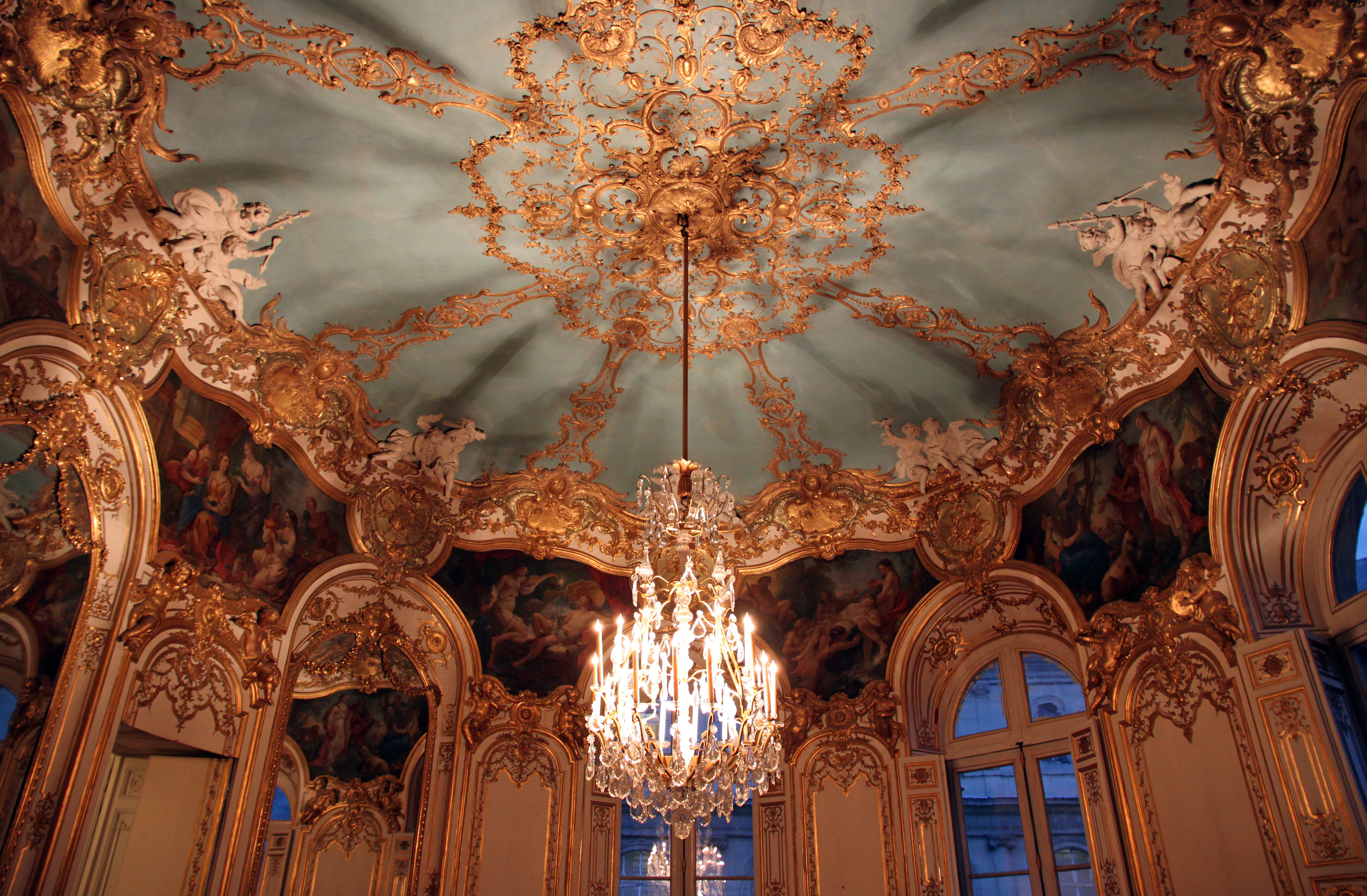
Stucwerk in het Hôtel de Soubise in Parijs

Architecten die bouwden in Lodewijk XV-stijl:
- Pieter de Swart
- David 't Kindt
- Bernard de Wilde
- Johann Joseph Couven

Gebouwen in Lodewijk XV-stijl in België:
- in Gent:
  - 1738: Hoofdwacht, deel van de Handelsbeurs
  - 1741: 'Mammelokker', de stedelijke gevangenis
  - 1745: hotel Oombergen (Koninklijke Academie voor Nederlandse Taal- en Letterkunde)
  - 1746-1772: hotel Clemmen, thans Museum Vander Haeghen
  - 1753: hotel de Coninck (Design Museum Gent)
  - 1768:  hotel d'Hane-Steenhuyse
- 1738-41: Hôtel d'Ansembourg, Luik.